# Telly Savalas
Pour les articles homonymes, voir Savalas.
Aristotelis Savalas, dit Telly Savalas (Αριστοτέλης "Τέλλυ" Σαβάλας), est un acteur et chanteur américain, né le 21 janvier 1922 à Garden City (État de New York) et mort le 22 janvier 1994 à Universal City (Californie).
Fils d'immigrés grecs, il est particulièrement connu pour avoir interprété dans les années 1970 le rôle principal dans la série télévisée policière Kojak, pour lequel il a remporté un Golden Globe et un Emmy. On l'a également vu dans un film de James Bond, Au service secret de Sa Majesté (1969), où il interprète le rôle d'Ernst Stavro Blofeld, et dans divers films à succès comme Le Prisonnier d'Alcatraz (1962), qui lui vaut une nomination aux Oscars, Les Douze Salopards (1967) ou De l'or pour les braves (1970).

## Biographie

### Enfance, famille et débuts
Telly Savalas naît à Garden City dans l’État de New York, de parents immigrés grecs. Sa mère est originaire de Sparte.[réf. souhaitée]
Entre 1943 et 1946, il est militaire de carrière, travaillant pour le Département d'État des États-Unis. Il anime après la guerre des émissions pour l'armée américaine avec la série radio Your Voice of America sur ABC News,. Il travaille ensuite comme journaliste pour cette entreprise.[réf. souhaitée]
Dans les années 1950, après avoir été un réalisateur de télévision reconnu, il commence une carrière de comédien en interprétant des rôles de truand, du fait de son physique expressif.

### Carrière cinématographique

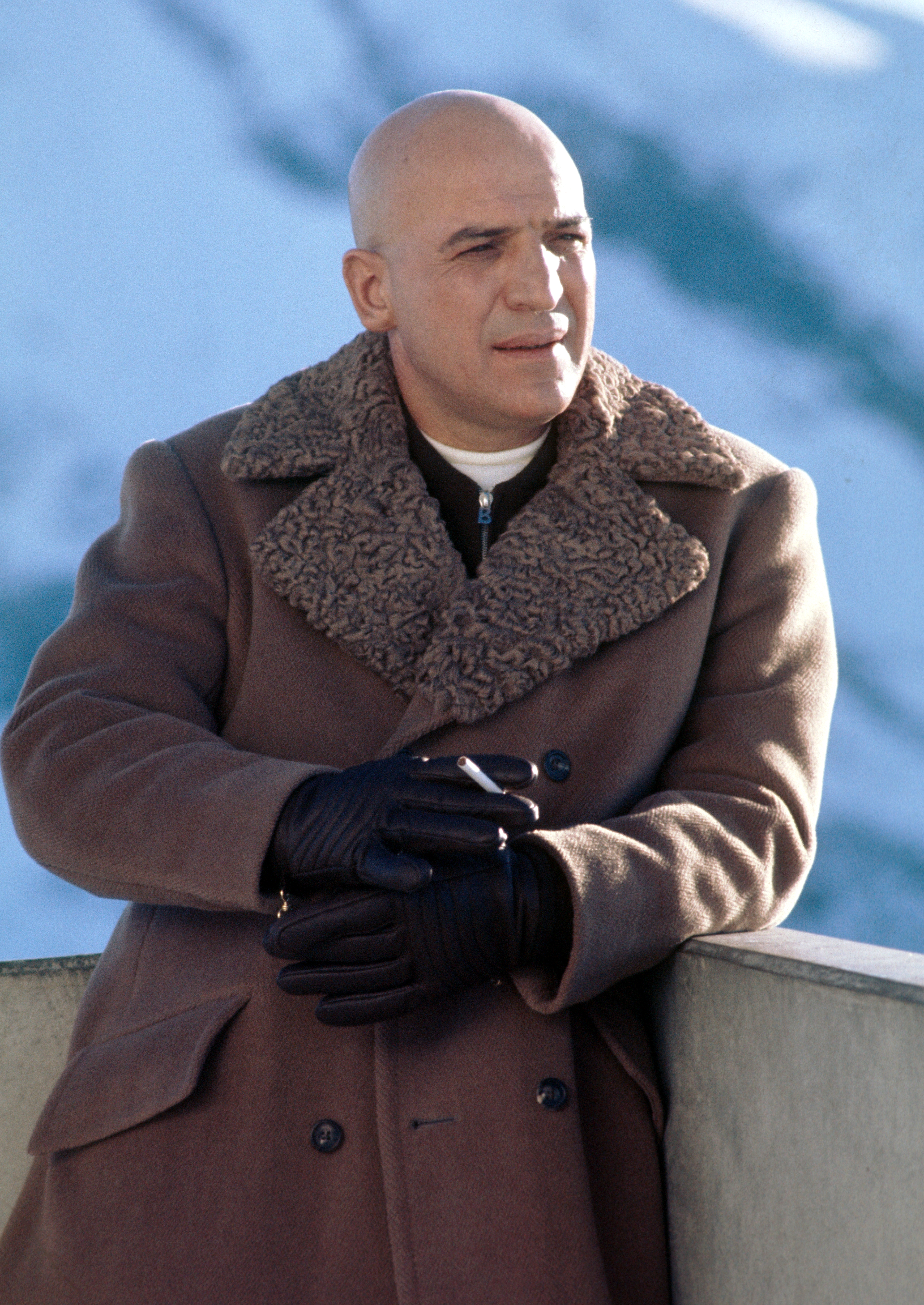
Telly Savalas pendant le tournage de Au service secret de Sa Majesté (1969).

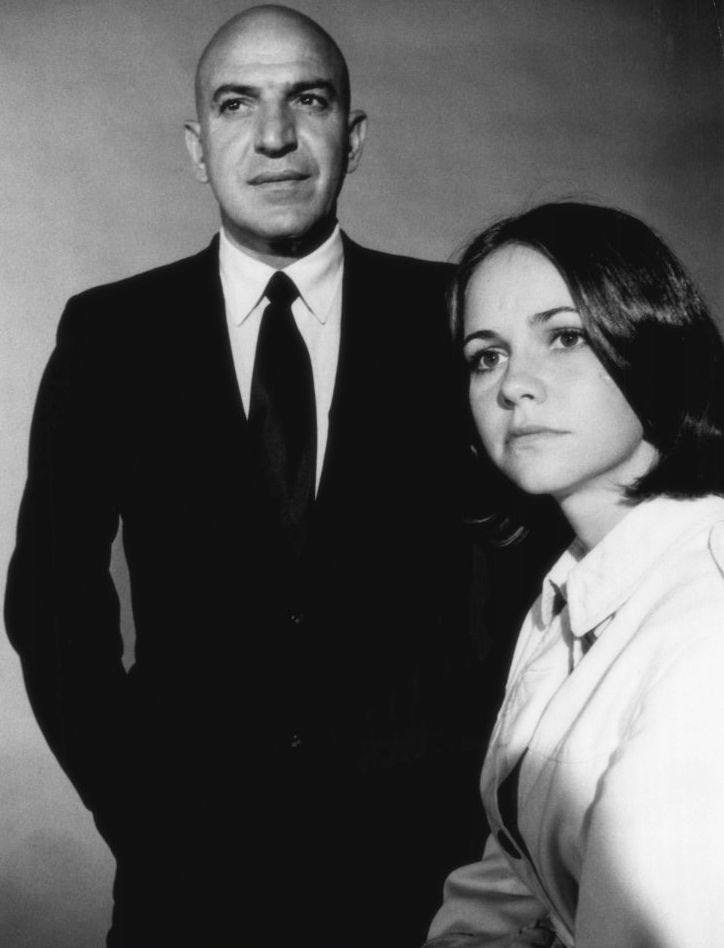
Telly Savalas et Sally Field en 1971 dans la série télévisée '.

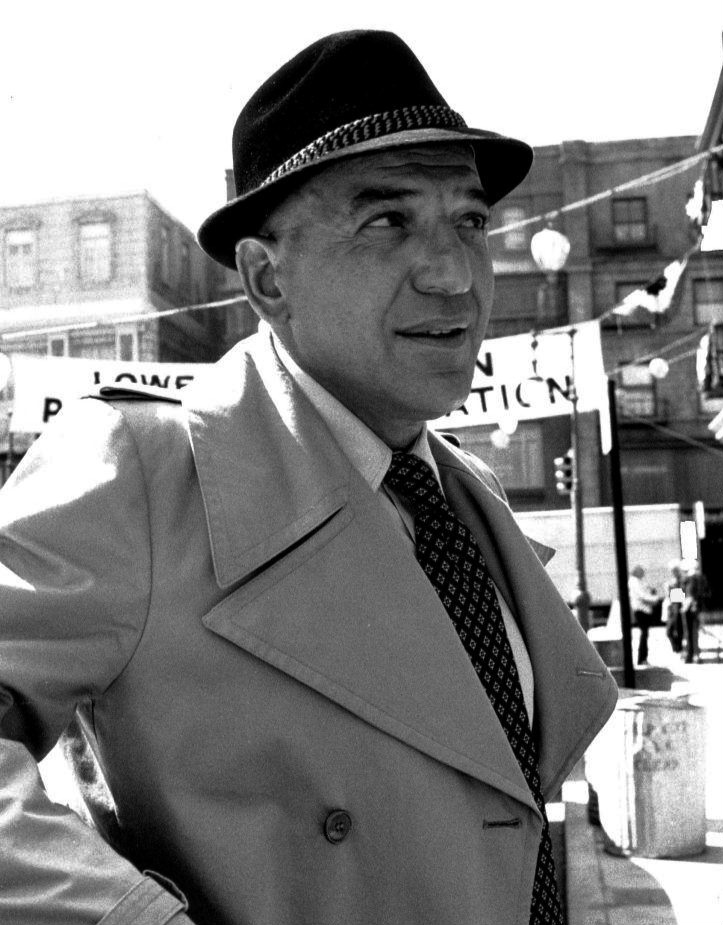
Telly Savalas en 1973 dans la série Kojak.

En 1961, le réalisateur John Frankenheimer offre à Telly Savalas son premier grand rôle dans le film Le Temps du châtiment, aux côtés de la star Burt Lancaster, où l'acteur incarne déjà le rôle d'un policier dans le quartier de Harlem. L'année d'après, Frankenheimer lui confie l'interprétation du prisonnier sadique dans Le Prisonnier d'Alcatraz, qui vaut à l'acteur une nomination pour l'Oscar du meilleur second rôle et une nomination aux Golden Globes.
En 1965, pour son rôle de Ponce Pilate dans La Plus Grande Histoire jamais contée de George Stevens, il doit se raser le crâne ; par la suite, l'acteur conservera cette apparence.
En 1967, il interprète le rôle d'Archer Maggott dans Les Douze Salopards, un film d'action réalisé par Robert Aldrich. Il apparaît également en 1969 dans un James Bond, Au service secret de Sa Majesté, où il interprète le rôle d'Ernst Stavro Blofeld.
De 1973 à 1978, il connaît le succès en interprétant le rôle du lieutenant de police Theo Kojak dans la série télévisée Kojak.
Plus tard, il joue un rôle différent dans les deux suites télévisuelles, Les Douze Salopards : Mission Suicide (The Dirty Dozen: The Deadly Mission) en 1987 et dans Les Douze Salopards : Mission fatale (The Dirty Dozen: The Fatal Mission) en 1988.

### Producteur et réalisateur
Avant d'apparaître devant la caméra, Telly Savalas travaille comme réalisateur et producteur chez ABC. Alors qu'il supervise le programme Gillette Cavalcade of Sports (en), il embauche le journaliste Howard Cosell (en), donnant à l'animateur sportif légendaire son premier travail pour le petit écran.
En tant que producteur de la série Kojak, il donne leur première chance à nombre de futures stars.[réf. souhaitée]

### Autres activités
Telly Savalas obtient un diplôme en psychologie à l'université Columbia. Il est également joueur de poker de classe mondiale (il arrive à la 21e place lors du tournoi des World Series of Poker 1992, remportant 8 080 $), ainsi qu'un pilote de moto et un maître-nageur. Ses autres passe-temps et intérêts incluent le golf, la natation, la lecture de livres romantiques, les matchs de football à la télévision, les voyages, la collection de voitures de luxe et le jeu[réf. nécessaire].
Il sort aussi cinq albums studio de musique au cours de sa carrière, entre 1972 et 1980. Le morceau « If », de son troisième album, Telly, était une curiosité qui a vu l'acteur réciter sensuellement les paroles du succès du groupe Bread en 1971, sur une musique facile à écouter (easy listening). La chanson ne fonctionne pas aux États-Unis, mais prend la première place des charts pop britanniques pendant deux semaines, en mars 1975.
Amateur de courses de chevaux, il achète un cheval de course avec le réalisateur et producteur Howard W. Koch. Avec ce cheval, nommé Telly's Pop (en), il gagne plusieurs courses en 1975, ainsi que la Norfolk Stakes et la Del Mar Futurity,.

### Vie privée
Telly Savalas se marie trois fois. En 1948, après la mort de son père d'un cancer de la vessie, il épouse sa petite amie d'université, Katherine Nicolaides. Leur fille, Christina, nommée en hommage à sa propre mère, naît en 1950. Katherine demande le divorce en 1957, après avoir découvert que Telly fuit ses créanciers. Elle lui conseille de retourner chez sa mère au cours de cette même année.[réf. nécessaire]
Alors que l'acteur est sans argent, il fonde le Center Theater Garden City dans sa ville natale, Garden City. Tout en y travaillant, il y rencontre Marilyn Gardner, professeur de théâtre. Ils se marient en 1960. Marilyn donne naissance à leur fille, Pénélope, en 1961, et à une seconde fille, Candace, en 1963.
En 1969, alors qu'il travaille sur le film Au service secret de Sa Majesté, il rencontre Sally Adams qui donnera naissance à leur fils, Nicholas, en février 1973. Telly et Sally n'ont apparemment jamais été mariés. Marilyn Gardner demande le divorce en 1974.[réf. nécessaire]
En 1977, au cours de la dernière saison de Kojak, il rencontre Julie Hovland, agent de voyages du Minnesota. Ils se marient en 1984 et ont deux enfants ensemble, Christian et Ariana Savalas. Julie et Telly restent mariés jusqu'à la mort de l'acteur. Christian Savalas est acteur, chanteur et compositeur[réf. nécessaire] ; Ariana Savalas est actrice et chanteuse/auteur-compositeur[réf. nécessaire]. Julie Savalas est inventeur et artiste[réf. nécessaire].
Il est un ami proche de l'acteur John Aniston et le parrain de sa fille, l'actrice Jennifer Aniston,. Il est aussi le beau-père de l'actrice Nicollette Sheridan.[réf. nécessaire]

### Fin de vie

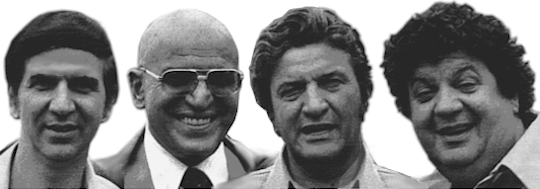
Les frères Savalas (de g. à d.) : Teddy, Telly, Gus et George.

Alors que Telly Savalas revient devant les caméras dans les années 1980, pour reprendre son rôle dans la série Kojak, il commence à perdre ses proches : son frère, George Savalas, qui a interprété le détective Stavros dans Kojak, meurt en 1985 d'une leucémie à l'âge de soixante ans. George a enregistré une série populaire de chansons folkloriques grecques qui sont depuis devenues très précieuses à collectionner.[réf. nécessaire] Par ailleurs, sa mère, Christina Savalas, qui a toujours été sa meilleure amie, son défenseur et sa parente dévouée, meurt en 1989.[réf. nécessaire]
Toujours en 1989, on diagnostique chez l'acteur un cancer de la vessie.[réf. nécessaire] Il refuse de voir un médecin jusqu'en 1993[réf. nécessaire], mais il lui reste peu de temps à vivre. Luttant alors pour sa vie, il continue de jouer dans de nombreux rôles, y compris un rôle récurrent dans L'As de la crime (The Commish).
Il meurt le 22 janvier 1994 à l'âge de soixante-douze ans, au lendemain de son anniversaire, à la suite de complications d'un cancer de la vessie et de la prostate, à l'hôtel Sheraton-Universal à Universal City. Il est inhumé dans la section George Washington du cimetière Forest Lawn Memorial Park. Ses funérailles ont lieu dans l'église orthodoxe grecque Sainte-Sophie. Les membres de la famille présents sont sa troisième épouse, Julie, son frère Gus, ses deux premières femmes, Katherine et Marilyn, avec leurs propres enfants, ainsi que plusieurs personnalités, parmi lesquelles Angie Dickinson, Nicollette Sheridan, Jennifer Aniston (sa filleule), Kevin Sorbo, Sally Adams, Frank Sinatra, Don Rickles et plusieurs célébrités de Kojak, comme Kevin Dobson, Dan Frazer et Vince Conti.[réf. nécessaire]

## Autour de l'acteur
- Telly Savalas a un handicap physique mineur : l'index gauche déformé. Dans l'épisode « Conspiracy of Fear » de la série Kojak, un gros plan de Telly tenant son menton dans sa main montre clairement le doigt plié de façon permanente.[réf. nécessaire]
- Les fameuses sucettes associées à son personnage de la série Kojak sont en réalité un moyen pour l'acteur d'arrêter de fumer[4].
- Influencé par ses racines grecques orthodoxes, l'acteur est un contributeur important aux cathédrales Sainte-Sophie et Saint-Nicolas à Los Angeles, un commanditaire pour apporter l'électricité dans les années 1970 dans la ville de ses ancêtres, Yeraka, en Grèce.[réf. nécessaire]
- En tant que philanthrope et philhellène, il appuie de nombreuses causes helléniques et se lie d'amitié à travers le monde, dans des grandes villes notamment. À Chicago, il rencontre souvent les sénateurs de l'Illinois, Steven Nash et Samuel G. Maragos, d'origine grecque, mais également le millionnaire Frangos Simeon qui possède alors la discothèque « Athènes du Nord » et l'hôtel « Flying Carpet » près de l'aéroport O'Hare.[réf. nécessaire]
- Il est client régulier de l'hôtel Sheraton pendant vingt ans, à tel point que le bar de l'hôtel a été baptisé de son prénom, le Telly's[réf. nécessaire].

## Filmographie
Sauf indication contraire, les informations mentionnées dans cette section peuvent être confirmées par la base de données cinématographiques IMDb,  présente dans la section « Liens externes ».

### Cinéma
- 1961 : Mad Dog Coll de Burt Balaban : le lieutenant Darro
- 1961 : Le Temps du châtiment : le lieutenant Gunderson
- 1962 : Les Nerfs à vif : le détective Charles Slevers
- 1962 : Le Prisonnier d'Alcatraz : Feto gomez
- 1962 : Les Internes : le docteur Dominic Riccio
- 1963 : Les Pieds dans le plat : Ronald Pulardos
- 1963 : Love Is a Ball : le docteur Christian Gump
- 1963 : Johnny Cool de William Asher : Vincenzo Santangelo
- 1964 : The New Interns : le docteur Dominic Riccio
- 1965 : La Plus Grande Histoire jamais contée : Ponce Pilate
- 1965 : John Goldfarb, Please Come Home : Macmuld
- 1965 : Genghis Khan : Shan
- 1965 : La Bataille des Ardennes (Battle of the Bulge) de Ken Annakin : le sergent Guffy
- 1965 : Trente minutes de sursis : le docteur Joe Coburn
- 1966 : Beau Geste : le sergent-major Dagineau
- 1967 : The Karate Killers
- 1967 : Les Douze Salopards : Arthur Maggott
- 1968 : Les Corrupteurs : Emil Dietrich
- 1968 : Les Chasseurs de scalps : Jim Howie
- 1968 : Buona sera Madame Campbell : Walter Braddock
- 1969 : Crooks and Coronets : Herbie Haseler
- 1969 : Assassinats en tous genres : Lord Bostwick
- 1969 : L'Or de MacKenna : le sergent Tibbs
- 1969 : Land Raiders : Vince Carden
- 1969 : Au service secret de Sa Majesté : Ernst Stavro Blofeld
- 1970 : De l'or pour les braves : le sergent Big Joe
- 1970 : La Cité de la violence : Al Weber
- 1971 : Pretty Maids All in a Row : le capitaine Sam Surcher
- 1971 : Les Brutes dans la ville : Don Carlos
- 1971 : Pigeon d'argile (Clay Pigeon) : Redford
- 1972 : Le Nouveau Boss de la mafia (I Familiari delle vittime non saranno avvertiti) : Don Vicenzo
- 1972 : Dernier appel d'Alberto De Martino : Ranko Drasovic
- 1972 : Far West Story de Sergio Corbucci : le shériff Franciscus
- 1972 : Pancho Villa (en) d'Eugenio Martín : Pancho Villa
- 1972 : La Horde des salopards : le major Ward
- 1973 : Le Salopard (Senza ragione) : Memphis
- 1973 : Lisa et le Diable (Lisa e il diavolo) de Mario Bava : Leandro
- 1973 : Terreur dans le Shanghaï express : le capitaine Kazan
- 1975 : Inside Out : Harry Morgan
- 1976 : Les Mercenaires : Webb
- 1977 : Beyond Reason : le docteur Nicholas Mati
- 1978 : Capricorn One : Albain
- 1979 : The Border : Frank Cooper
- 1979 : Bons baisers d'Athènes : Zeno
- 1979 : Le Dernier Secret du Poseidon : le capitaine Stefan Svevo
- 1979 : The Muppet Movie : El Sleezo Tough
- 1982 : Banco à Las Vegas : le lieutenant Thurston
- 1984 : Cannonball 2 : Hymie Kaplan
- 1987 : Les Prédateurs de la nuit : Terry Hallen
- 1994 : Mind Twister : Richard Howland
- 1995 : Backfire ! : Most Evil Man

### Télévision
- 1960, 1961 et 1963 : Les Incorruptibles : Leo Stazak / Matt Bass / Wally Baltzer
- 1961 : Acapulco : Carver
- 1961 : Ben Casey : George Dempsey
- 1963 : La Quatrième Dimension : Erich Streator
- 1963 : 77 Sunset Strip : le frère Hendricksen
- 1963-1965 : L'Homme à la Rolls : Balakirov / Charlie Prince / Fakir George O'Shea
- 1964-1966 : Le Fugitif : Steve Keller / Dan Polichek / Victor Leonetti
- 1964 et 1967 : Combat : Jon / le colonel Kapsalis
- 1965 : Bonanza : Charles Augustus Hackett
- 1966 : Le Virginien : le colonel Bliss
- 1967 : Cimarron : Bear
- 1967 : Cosa Nostra, Arch Enemy of the FBI (téléfilm) : Ed Clementi
- 1967 : Des agents très spéciaux : le comte Valeriano De Fanzini
- 1967 : Sur la piste du crime : Ed Clementi
- 1971 : Pretty Maids All in a Row : le capitaine Sam Surcher
- 1971 : Le Retour du tueur (en) (Mongo's Back in Town) de Marvin J. Chomsky : le lieutenant Pete Tolstad
- 1972 : Visions... (Vision of death, téléfilm) : le lieutenant Philip Keegan
- 1972 : L'Assassin du métro (téléfilm) : Ranko Drasovic
- 1973 : She Cried Murder : l'inspecteur Joe Brody
- 1973-1978 : Kojak : le lieutenant Théo Kojak
- 1979 : Terreur à bord : le père Craig Dunleavy
- 1980 : Alcatraz: The Whole Shocking Story : Cretzer
- 1981 : Hellinger's Law : Nick Hellinger
- 1984 : The Cartier Affair : Phil Drexler
- 1985 : La croisière s'amuse : le docteur Fabian Cain
- 1985 : Kojak: The Belarus Files : le lieutenant Théo Kojak
- 1985 : Kojak: The Price of Justice : le lieutenant Théo Kojak
- 1985 : Alice au pays des merveilles : le Chat du Cheshire
- 1987 : Les Douze Salopards : Mission Suicide : le major Wright
- 1987 : Equalizer : le frère Joseph Heiden
- 1988 : Les Douze Salopards : Mission fatale : le major Wright
- 1989 : Kojak: Ariana : le lieutenant Théo Kojak
- 1989 : Kojak: Fatal Flaw : le lieutenant Théo Kojak
- 1989 : The Hollywood Detective : Harry Bell
- 1990 : Kojak: Flowers for Matty : l'inspecteur Théo Kojak
- 1990 : Kojak: It's Always Something : l'inspecteur Théo Kojak
- 1990 : Kojak: None So Blind : l'inspecteur Théo Kojak
- 1991 : 100 contre 1 : George Pamassus
- 1992-1993 : L'As de la crime : Tommy Collette

## Distinctions
Sauf indication contraire, les informations mentionnées dans cette section peuvent être confirmées par la base de données cinématographiques IMDb,  présente dans la section « Liens externes ».

### Récompenses
- Primetime Emmy Awards 1974 : meilleur acteur dans une série télévisée dramatique pour Kojak
- Golden Globes 1975 : meilleur acteur dans une série dramatique pour Kojak
- Bambi 1975 : lauréat de la catégorie « série télévisée internationale » pour Kojak - à égalité avec William Conrad
- People's Choice Awards 1975 : acteur de télévision préféré
- People's Choice Awards 1976 : acteur de télévision préféré - à égalité avec Alan Alda

### Nominations
- Oscars 1963 : meilleur acteur dans un second rôle pour Le Prisonnier d'Alcatraz

### Autres
- Étoile sur le Hollywood Walk of Fame dans la catégorie « Cinéma », au 6801 Hollywood Blvd, inaugurée le 26 octobre 1983
- Purple Heart

## Voix françaises
| - Henry Djanik (*1926 - 2008) dans : - Les Nerfs à vif - Genghis Khan - La Quatrième Dimension (série télévisée) - Les Brutes dans la ville - Far West Story - L'Assassin du métro (téléfilm) - Kojak (série télévisée) - Lisa et le Diable - L'Enlèvement - Les Mercenaires - Capricorn One - Bons baisers d'Athènes - Le Dernier Secret du Poseidon - Les Muppets, le film - Cannonball 2 - La croisière s'amuse (série télévisée) - Les Douze Salopards : Mission Suicide (téléfilm - version télévisée) - Les Douze Salopards : Mission fatale (téléfilm) - Les Prédateurs de la nuit - L'As de la crime (série télévisée) - André Valmy (*1919 - 2015) dans : - La Revanche du Sicilien - Trente minutes de sursis - Buona sera Madame Campbell - Les Corrupteurs - Assassinats en tous genres - Les Chasseurs de scalps - La Cité de la violence - Si tu crois fillette | - Jean Clarieux (*1911 - 1970) dans : - La Bataille des Ardennes - Sur la piste du crime (série télévisée) - Claude Bertrand (*1919 - 1986) dans : - De l'or pour les braves - Terreur à bord (mini-série) et aussi : - Jean Violette (*1921 - 1995) dans Le Temps du châtiment - Jacques Hilling (*1926 - 1975) dans Le Prisonnier d'Alcatraz - René Fleur (*1903 - 1971) dans Le Grand Duc et l'Héritière - Henri Poirier (*1932 - 2005) dans La Plus Grande Histoire jamais contée - Jacques Marin (*1919 - 2001) dans Les Douze Salopards - Serge Sauvion (*1929 - 2010) dans L'Or de MacKenna - Jean Michaud (*1921 - 2001) dans Au service secret de Sa Majesté - Michel Gatineau (*1926 - 1989) dans Pigeon d'argile - Jacques Ferrière (*1932 - 2005) dans La Horde des salopards - Georges Atlas (*1926 - 1996) dans Terreur dans le Shanghaï express - Richard Leblond (*1944 - 2018) dans Les Douze Salopards : Mission Suicide (téléfilm - version VHS) - Bernard Métraux dans Au service secret de Sa Majesté (scènes supplémentaires) |